# Austrolibinia
Austrolibinia is een geslacht van kreeftachtigen uit de klasse van de Malacostraca (hogere kreeftachtigen).

## Soorten
- Austrolibinia andamanica (Alcock, 1895)
- Austrolibinia capricornensis Griffin & Tranter, 1986
- Austrolibinia gracilipes (Miers, 1879)
- Austrolibinia pincerna Wagner, 1992